# L'amour c'est l'affaire des gens
Albums de Gilbert Bécaud
Olympia 76
(1976) Olympia 77
(1977)
L'amour c'est l'affaire des gens est un album studio de Gilbert Bécaud sorti en 1976 sans véritable titre. Il comprend dix nouvelles chansons avec l'orchestration et la direction d'orchestre de Philippe Bécaud, Michel Bernholc, Christian Chevallier et Hervé Roy. La réalisation est de Gaya Bécaud.

## Face A
1. L'amour c'est l'affaire des gens (Frank Thomas/Gilbert Bécaud) [4 min 15 s]
2. Le Rhône (Frank Thomas/Gilbert Bécaud) [3 min 30 s]
3. La Légende de l'eskimo et du mimosa  (Pierre Grosz/Gilbert Bécaud) [4 min 15 s]
4. Lorsque viendra le dernier jour (Louis Amade/Gilbert Bécaud) [2 min 50 s]
5. Ce soir je te dis tout (Maurice Vidalin/Gilbert Bécaud) [3 min 52 s]

## Face B
1. Les Caraïbes (Pierre Grosz/Gilbert Bécaud) [5 min 55 s]
2. Monsieur Cousteau (Pierre Grosz/Gilbert Bécaud) [3 min 18 s]
3. Pleure pas petit frère (Pierre Delanoë/Gilbert Bécaud) [3 min 10 s]
4. Ma copine et son enfant (Pierre Grosz/Gilbert Bécaud) [3 min 29 s]
5. (Mais où sont-ils) les jours heureux (Pierre Grosz/Gilbert Bécaud) [4 min 10 s]

## Version CD sur le coffretL'Essentiel(2011)
45T de 1975
- 11. Le Dernier Homme (Pierre Delanoë/Gilbert Bécaud)
- 12. Je t'aime mon frère (Louis Amade/Gilbert Bécaud)
- 13. Laissez aller (Maurice Vidalin/Gilbert Bécaud, Philippe Bécaud)
- 14. Pour qui veille l'étoile (Pierre Delanoë/Gilbert Bécaud) (nouvelle version)
- 15. La Première Cathédrale (Frank Thomas/Gilbert Bécaud)
- 16. Un homme heureux (Maurice Vidalin/Gilbert Bécaud)

45T de 1976
- 17. L'Enfant malade (Louis Amade/Gilbert Bécaud)
- 18. La Guimauve et la Violoncelle (Maurice Vidalin/Gilbert Bécaud)
- 19. Le Danseur (The Skater) (Pierre Delanoë/Gilbert Bécaud)